# Miriam Shor
Pour les articles homonymes, voir Shor (homonymie).
Miriam Shor est une actrice américaine née le 25 juillet 1971 à Minneapolis, Minnesota, (États-Unis). Elle est connue pour avoir joué dans l'adaptation cinématographique de la comédie musicale Hedwig and the Angry Inch (dans laquelle elle jouait déjà) et pour un rôle secondaire dans Endiablé (2000). Elle joue également le rôle de Diana Trout dans la sitcom Younger et d'Erika Haskard dans la série The Americans.
En France, elle est régulièrement doublée par la comédienne Ivana Coppola.

## Filmographie
- 1999 : Entropy
- 2001 : Hedwig and the Angry Inch
- 2005 : À la Maison-Blanche (série télévisée)
- 2006 : Earl (série télévisée) Gwen Waters (1x23)
- 2006 : Shortbus
- 2006-2007 : Big Day  (série télévisée)
- 2007 : New York, section criminelle (série télévisée)
- 2007 : The Cake Eaters
- 2008 : Swingtown (série télévisée)
- 2009 : Bored to Death (série télévisée)
- 2007-2010 : Damages (série télévisée)
- 2011 : Mildred Pierce (mini-série)
- 2012 : GCB (série télévisée)
- 2014 : Ruth et Alex (5 Flights Up)
- 2015-2021 : Younger (série télévisée) : Diana
- 2020 : Minuit dans l'univers (The Midnight Sky) de George Clooney
- 2020 : Mrs. America : Natalie Gittelson
- 2023 : American Fiction de Cord Jefferson

## Source
- (en) Cet article est partiellement ou en totalité issu de l’article de Wikipédia en anglais intitulé « Miriam Shor » (voir la liste des auteurs).